# Rudolf Adam (Diplomat)
Rudolf Georg Adam (* 1948) ist ein ehemaliger deutscher Diplomat.

## Leben
Adam studierte an der Eberhard Karls Universität Tübingen, der University of Oxford und der Ludwig-Maximilians-Universität München. Von 1968 bis 1974 studierte er am Brasenose College, Oxford, erst als Robert-Birley, dann als Cecil-Rhodes-Stipendiat. Dort promovierte er 1974 mit einer Dissertation über Francesco Filelfo zum D. Phil. Danach trat er in den Auswärtigen Dienst ein. Er war u. a. in Singapur und Peking tätig, Redenschreiber von Bundespräsident Richard von Weizsäcker, politischer Referent an der Deutschen Botschaft Moskau und Mitarbeiter im Planungsstab des Auswärtigen Amts. 1995 wurde er Leiter des Grundsatzreferates in der Abrüstungsabteilung und 1998 Europäischer Korrespondent (1999 erweitert um Sicherheits- und Verteidigungspolitik). 2001 wechselte er als Vizepräsident zum Bundesnachrichtendienst. Von 2004 bis 2008 war er Präsident der Bundesakademie für Sicherheitspolitik. 2008 wurde er Gesandter in Moskau und 2011 in London. 2013/14 war er Geschäftsträger der Deutschen Botschaft London. Danach trat er in den Ruhestand.
Rudolf Adam hat in mehreren Zeitungen und Medien publiziert (FAZ, NZZ, Süddeutsche, Cicero, Die Welt).
Adam war Beisitzer im Beirat des Gesprächskreises Nachrichtendienste in Deutschland. Er war externer Dozent am Zentralinstitut studium plus der Universität der Bundeswehr München.
Er lebt in Prien am Chiemsee.

## Werke
- Francesco Filelfo at the court of Milan (1439–1481): a contribution to the study of humanism in northern Italy. Niemeyer, Tübingen, ISBN 978-3-484-80085-4 (Online).
- Brexit. Eine Bilanz. Springer Fachmedien, Wiesbaden 2019. ISBN 978-3-658-24589-4.
- Brexit. Causes and Consequences. Springer, Cham 2019. ISBN 978-3-030-22224-6
- (mit Gill Mertens) Brexit-Revolution. Springer Fachmedien, Wiesbaden 2020. ISBN 978-3-658-28365-0
- Volkswille – Ideal oder Illusion?, Springer Nature, Wiesbaden 2024. ISBN 978-3-658-44503-4
- (Übers.) Dante. Die Göttliche Komödie. Neuübersetzung in rhythmisierter Prosa mit Kommentierung und Nachwort, Manesse, München 2024. ISBN 978-3-7175-2554-7
- Kriege verhindern – Kriege führen – Kriege beenden: Zehn Lektionen aus drei aktuellen Kriegen. Enthalten in Sirius. Zeitschrift für Strategische Analysen, Bd. 8, 2024, Nr. 1, S. 80–87.